# Недреватн
Недреватн (норв. Nedrevatnet) или Нерватн (норв. Nervatnet) — озеро, расположенное в коммуне Фёуске, фюльке Нурланн в Норвегии. Площадь его поверхности составляет 4,82 км², а площадь водосборного бассейна — 1029,84 км². Расположено на уровне моря и на западе соединено со Скьерстад-фьордом (норв. Skjerstadfjorden) 250-метровой протокой. С востока похожая протока отделяет Недреватн от озера Эверватн (норв. Øvervatnet). Общая длина береговой линии — 14,06 км.
Озеро сильно загрязнено стоком с расположенных в Сулитьельма горнодобывающих предприятий, хотя с 1991 года он уменьшился в 2 раза.